# 瓮棺文化计数系统
|           | 0  |
| /         | 1  |
| //        | 2  |
| ///       | 3  |
| ////      | 4  |
| \         | 5  |
| /\        | 6  |
| //\       | 7  |
| ///\      | 8  |
| ////\     | 9  |
| \\        | 10 |
| /\\       | 11 |
| //\\      | 12 |
| ///\\     | 13 |
| ////\\    | 14 |
| \\\       | 15 |
| /\\\      | 16 |
| //\\\     | 17 |
| ///\\\    | 18 |
| ////\\\   | 19 |
| \\\\      | 20 |
| /\\\\     | 21 |
| //\\\\    | 22 |
| ///\\\\   | 23 |
| ////\\\\  | 24 |
| \\\\\     | 25 |
| /\\\\\    | 26 |
| //\\\\\   | 27 |
| ///\\\\\  | 28 |
| ////\\\\\ | 29 |

瓮棺文化初期（約公元前1200年），鑄有記號的青銅製鐮刀在中歐地區出現，該批記號被認為是了瓮棺文化计数系统。

## 發現
德國的薩勒河附近，瓮棺文化的文物被發現，超過600把鐮刀和其他文物出土。1946年，一堆為數逾250把來自公元前約1500至1250年的鐮刀在附近的 Frankleben 出土。由於該批鐮刀沒有使用過的痕跡，因此被認為是為祭祀儀式而造的禮器。這批鐮刀在儀式後都被埋掉，沒有再於其他場合使用。
鐮刀上有兩組符號，簡單的一組在連接手柄的位置上，另一組較複雜的在刀身上；較簡單的一組被認為是用作記數。其他物件也發現相關符號，例如青銅時期尾聲的文物Ruthen Stamp上有「////\\\\\」，而介乎公元前1200至1000年的Coswig容器也劃有「////\\\\\」及其他符號。該容器上的符號相信是由經驗豐富的人在黏土上劃上的複雜符號。

## 記數系統
該記數系統屬於五進制。「一」以由右上至左下的斜線代表，即「/」，而「五」位則以由左上至右下的斜線代表，即「\」。 1 = / 至 29 = ////\\\\\ 的數字被發現。

## 解讀
鐮刀上的凸紋符號在青銅時期的文物中較為獨特，相信是製作時用模鑄成，而不是後期加工上去的。泥模上的刻紋或以手製作或以模版印上，有時一些錯誤的符號被改掉，透露了原來的設計樣板。泥模上的刻紋與美索不达米亚的楔形文字相似。
雖然現論上這套系統可以用作表達任何整數，但超過29的數字在該批鐮刀未被發現。這被認為與陰曆月份為29.5日有關。使用陰曆的文化習慣上會將每月定為29或者30日，然後以不同方法修正所引起的差異。如果記曆這個假設成立，則每日符號代表陰曆月的其中一日。
另外，鐮刀的形象與新月相似，這解釋了鐮刀在瓮棺文化的祭祀中扮演重要角色。
由此觀之，在Ruthen stamp及Coswig容器發現的「////\\\\\」（相當於29）是陰曆周期的象徵。一般認為，那些符號記載了月亮和太陽的周期，並與農耕作業有關。

## 其他符號
在鐮刀上另一組較複雜的符號有何意義仍未有定論。然而，一般相信這些符號在各區域也有着相類似的規律。在五進制的系統下，其中一些符號可歸納為四個一組的符號：
| 56 | 57 | 55 | 53 | 52 | 54 | 44 | ● 58    |
| 66 | 67 |    | 63 | 62 | 64 |    | ●● 68   |
| 76 | 77 |    | 73 | 72 | 74 |    | ●●● 78  |
| 86 | 87 | 85 |    | 82 | 84 |    | ●●●● 88 |

未分類的符號：
| 16 | 22 | 25 | 26 | 33 | 36 | 42 | 43 | 69 |

數字22, 25, 33, 36, 43, 69 ，以及數字 24, 52, 53, 54, 56, 62, 63, 64, 66, 73, 74, 84 ,86 被發現在鐮刀連接手柄的末端。而數字16, 26, 42，以及數字44, 52, 54, 55, 57, 58, 62, 64, 67, 68, 72, 74, 77, 78, 82, 84, 85, 87, 88 則出現在鐮刀的轉角處。數字52, 54, 62, 64, 74, 84 在兩處地方也被發現。

## 如尼字母的假設
這些符號也被視為與德國如尼字母有關，因為兩者在地理位置和與農業及陰曆有關係等方面有共通點。如尼字母中常摻雜其他符號。如尼字母被視為源自伊特魯里亞字母無關，但 ᛃ j、ᛜ ng及ᚷ g與伊特魯里亞字母沒有關連。另一方面， ᛃ j、 ᛜ ng y ᚲ k 的字形較小，與其他如尼字母格格不入。如尼字母除了代表發音，也各有名字。由於字母可能來源自符號，其名字也承襲過來，所以如尼字母的名字提供了符號意義的線索。根據字母組合的出現頻率，以下為部分假設：
| 符號 | 如尼字母 | 相當於 | 意思 |
| 22   | ᛃ        | jera   | 年   |
| 69   | ᛜ        | ingwaz | 神   |
| 36   | ᚷ        | gebô   | 現在 |

但這個假設仍未被證實。

## 外部連結
- Image of the Frankleben sickles.
- Image of the Coswig vase.